# New York (provincie)
De provincie New York (1664-1775) ontstond na de overdracht van de Provincie Nieuw-Nederland, koloniaal gebied van de Republiek der Zeven Verenigde Nederlanden, aan het Koninkrijk Engeland in 1664. Het overgedragen gebied werd voortaan vernoemd naar de hertog van York, de latere koning Jacobus II van Engeland, broer van koning Karel II van Engeland. Het gebied behoorde tot de Middenkolonies van de Dertien koloniën en omvatte aanvankelijk de huidige Amerikaanse staten New York, New Jersey, Delaware, Vermont en gedeelten van Connecticut, Massachusetts en Maine.
De provincie stond rechtstreeks onder Engels bestuur, maar op 22 mei 1775 riepen de plaatselijke vertegenwoordigers van het Provinciaal Congres van New York de onafhankelijkheid uit. In 1776 werd voor het eerst ook gebruikgemaakt van de naam "Staat New York" en in 1777 werd de soevereiniteit vastgelegd in de grondwet van de staat New York. Het Koninkrijk Groot-Brittannië heroverde New York wel tijdens de Amerikaanse Onafhankelijkheidsoorlog om het te gebruiken als militaire en politieke uitvalsbasis voor operaties in Noord-Amerika onder leiding van een Britse gouverneur. Toch bleef het grootste deel van de voormalige kolonie in handen van Amerikaanse Patriotten. De Britse aanspraken op eender welk deel van New York eindigden met de Vrede van Parijs in 1783.